# Ведуга (станция)
Ведуга — узловая железнодорожная станция однопутной неэлектрифицированной линии Курск — Воронеж, соединена с остановочным пунктом СНТ Нива в западном направлении и остановочным пунктом Дачная в восточном направлении этой же линии. В восточном направлении отходит ветка до станции Хохольская. Станция относится к Лискинскому региону Юго-Восточной железной дороги. Расположена в Хохольском районе Воронежской области.

## История
Станция была открыта в 1948 году.

## Сообщение по станции

### Пригородное сообщение
По графику 2023 года на станции останавливаются следующие электропоезда:
| № поезда     | Маршрут движения                    | Время отправления | Дни         |
| ------------ | ----------------------------------- | ----------------- | ----------- |
| На Воронеж   |                                     |                   |             |
| 6304         | Касторная-Курская — Воронеж I       | 05:34             | по будням   |
| 6304         | Касторная-Курская — Воронеж-Курский | 05:34             | по выходным |
| 6306         | Нижнедевицк — Воронеж I             | 06:53             | по будням   |
| 6308         | Нижнедевицк — Воронеж-Курский       | 13:40             | ежедневно   |
| 6314         | Касторная-Курская — Воронеж-Курский | 18:08             | ежедневно   |
| На Касторную |                                     |                   |             |
| 6303         | Воронеж I — Нижнедевицк             | 08:39             | по будням   |
| 6303         | Воронеж-Курский — Нижнедевицк       | 08:39             | по выходным |
| 6305         | Воронеж-Курский — Касторная-Курская | 09:50             | ежедневно   |
| 6617/6619    | Воронеж I — Касторная-Новая         | 18:52             | ежедневно   |

### Пассажирское сообщение
По состоянию на 2023 год поезда дальнего следования останавливаются только для технической остановки. Посадка и высадка пассажиров не производится.